# Suchy Wierch Ornaczański
Suchy Wierch Ornaczański (1832 m) – jeden ze szczytów grzbietu górskiego Ornak w Tatrach Zachodnich, oddzielającego górną część Doliny Kościeliskiej (Dolinę Pyszniańską) od górnej części Doliny Chochołowskiej (Doliny Starorobociańskiej). Znajduje się w północnej grani Siwego Zwornika.
Długi grzbiet Ornaku ma cztery szczyty niewiele wznoszące się ponad główną grań. Są to, licząc od strony Iwaniackiej Przełęczy: Suchy Wierch Ornaczański, Ornak (1854 m), Zadni Ornak (1867 m) i Kotłowa Czuba (1840 m). Pomiędzy Suchym Wierchem Ornaczańskim a Ornakiem znajduje się płytko wcięta Wyżnia Ornaczańska Przełęcz (1825 m). W kierunku północnym stoki Suchego Wierchu opadają do głębokiej Iwaniackiej Przełęczy (1459 m) i dwóch opadających spod niej w przeciwne strony dolinek: Iwaniackiej i Iwanowskiej. Z zachodnich zboczy Suchego Wierchu opadają do Doliny Starorobociańskiej trzy żleby: Piekło, Banisty Żleb i Pośredni Żleb, z północnych i północno-wschodnich do Dolinki Iwanowskiej również trzy żleby: Piszczałki i Żleb pod Banie.
Suchy Wierch Ornaczański, najniższy z czterech wierzchołków Ornaku i najbardziej wysunięty na północ jest stosunkowo łagodny i całkowicie porośnięty niską murawą i kępami kosodrzewiny. Doskonałe widoki na bliski stąd Kominiarski Wierch. Rudziejące w połowie lata pędy situ skuciny zabarwiają zbocza na czerwono. Oprócz situ murawę tworzy boimka dwurzędowa i bliźniczka psia trawka. W murawie licznie występuje dzwonek alpejski, widłak wroniec, sasanka alpejska i forma żyworodna wiechliny alpejskiej. Dawniej były to tereny pasterskie Hali Ornak.

## Szlaki turystyczne
– zielony szlak biegnący z Iwaniackiej Przełęczy przez cały grzbiet Ornaku, Siwą Przełęcz i Siwe Turnie na przełęcz Liliowy Karb. Czas przejścia: 2:20 h, z powrotem 1:55 h.